# صحة السكان
عرفت صحة السكان على انها “نتائج صحة مجموعة من الأشخاص متضمنة توزع هذه النتائج خلال المجموعة.” وهي مقاربة الصحة التي تهدف إلى تحسين صحة كامل السكان.هناك خطوة هامة لتحقيق هذا الهدف وهي انقاص الظلم الصحي ضمن هذه المجموعات من السكان.وتسعى صحة السكان ان تخطو ابعد من التركيز على مستوى الفرد في الاتجاه الطبي السائدو الصحة العامة من خلال عرض مجال واسع للعوامل التي تؤئر بالصحة على مستوى السكان، مثل البيئة، التركيبة الاجتماعية، توزع الموارد، الخ....الفكرة المهمة في صحة السكان هي اهمية العوامل الاجتماعية المحددة للصحة والتأثير النسبي الصغير الذي يمتلكه الطب والرعاية الصحية على تحسين الصحة ككل.
من وجهة نظر صحة السكان، عرفت الصحة على انها ليست ببساطة الحالة الخالية من المرض ولكن على انها، «قدرة السكان على التلاؤم مع، الاستجابة ل، والتحكم بتحديات وتغيرات الحياة».

## دور التباين الاقتصادي
أظهر علماء الأوبئة اهتماماً متزايداً بموضوع التباين الاقتصادي وعلاقته بصحة السكان. يوجد ترابط متين بين الحالة الاقتصادية-الاجتماعية والصحة. ويؤشر هذا الترابط إلى عدم نزع الفقراء وحدهم نحو الإصابة بالأمراض عندما يتمتع الآخرين بصحة سليمة، بل بأنه يوجد ممال متواصل من القمة إلى القاعدة في السلم الاقتصادي-الاجتماعي، يربط الحالة الاقتصادية بالصحة. هذه الظاهرة تدعى عادة «الممال SES». رغم واقعية الممال SES , يوجد نقاش حول أسبابه. عدد من الباحثين (A. Leigh, C. Jencks, A. Clarkwest - see also Russell Sage working papers)
يرون علاقة مؤكدة بين الحالة الاقتصادية ومعدل الوفيات بفضل الموارد الاقتصادية الكبيرة للأفضل حالا، ولكنهم يجدوا علاقة بسيطة بسبب الاختلافات في الحالة الاجتماعية.
وجد باحثون أخرين مثل ريتشارد ويلكنسون، جي لينش، وج.ا.كابلان بان الحالة الاقتصادية الاجتماعية تؤثر بقوة بالصحة حتى عند التحكم بالموارد الاقتصادية والوصول إلى الرعاية الصحية.الدراسات الأكثر شهرة التي تربط الحالة الاجتماعية بالصحة هي دراسات وايت هال –وهي سلسلة من الدراسات متعلقة بالموظفين المدنيين في لندن.وجدت الدراسات بانه، على الرغم من أن كل الموظفين المدنيين في بريطانيا يملكون نفس المدخل للرعاية الصحية، لكن يوجد ترابط قوي بين الحالة الاجتماعية والصحة.وجدت الدراسات بان هذه العلاقة بقيت قوية عند السيطرة على العادات التي تؤثر على الصحة مثل التمارين الرياضية والتدخين وشرب الكحول. كما لوحظ علاوة على ذلك بأنه ولا أي قدر من الاهتمام الطبي سوف تساعد في انقاص إمكانية اصابة الشخص بالداء السكري من النمط الأول أو التهاب المفاصل الرثواني –وهما شائعان بين السكان ذوي الحالة الاقتصادية-الاجتماعية المنخفضة. وأخيراً، وجد بأنه وسط الربع الأكثر ثراءً من الدول على الأرض وهي مجموعة تمتد من اللوكسمبورغ حتى سلوفاكيا فإنه لا يوجد علاقة بين ثروة البلد والصحة العامة للسكان  وهذا يقترح بعيداً عن مستوى معين، مستوى مطلق من الثروة تملك تأثير صغير على صحة السكان، ولكن مستويات نسبية من الثروة في البلد تملك هذا التاثير. مفهوم الضغط النفسي-الاجتماعي يحاول شرح كيف قد تؤدي إحدى الظواهر النفسية الاجتماعية مثل الحالة والطبقات الاجتماعية إلى العديد من الأمراض المترافقة مع «ممال SES». تميل مستويات أعلى من عدم التكافؤ الاقتصادي إلى تقوية المراتب الاجتماعية وعادةً ما تقلل من نوعية العلاقات الاجتماعية والتي تؤدي إلى مستويات أعلى من الضغط النفسي والأمراض المتعلقة بالضغط النفسي. وجد ريتشارد ويلكنسون أن ذلك صحيح ليس فقط بالنسبة للأشخاص الأكثر فقراً في مجتمع ما، ولكن أضا بالنسبة للاشخاص الاغنى. ان عدم التكافؤ سيئ بالنسبة لصحة أي شخص. وان عدم التكافؤ لا يؤثر فقط في صحة السكان. ديفيد ه.أبوت في مركز الأبحاث الرئيسي الوطني في ويسكونسن وجد بانه في العديد من الأنواع الرئيسية البنيات الاجتماعية الاقل مساواة تتعلق بمستويات أعلى من هرمونات الشدة عند الأشخاص الادنى اجتماعيا. زود بحث ل روبرت سابولسكي من جامعة ستانفورد بنفس الموجودات السابقة.

## اهمية برامج التخطيط الاسري
برامج التخطيط الاسري متضمنة(موانع الحمل) تلعب دورا هاما في صحة السكان.
مثلا،الوكالة الاميريكية للتطوير الدولي، تدرج فوائد برامجها العالمية للتخطيط الاسري:
- «حماية صحة السيدات من خلال انقاص الحمول عالية الخطورة»
- «محاربة الايدز من خلال التزويد بالمعلومات، الاستشارة، طريقة استخدام الواقي الذكري والانثوي»
- «انقاص عدد الاجهاضات»
- «مساندة حقوق المراة وفرصها في التعلم، العمل، ومشاركة كاملة في المجتمع»
- «حماية البيئة من خلال التوازن في النمو السكاني»

## تدبير صحة السكان (PHM)
هناك طريقة واحدة لتحسين صحة السكان وهي تدبيرصحة السكان (PHM), والتي تعرف على انها،“الحقل التقني للسعي، الذي ينفع مختلف الأشخاص، التداخلات التنظيمية والثقافية للمساعدة على تحسين الامراضية(مثلاعبء وتحمل المرض والاذية)وسلوك استخدام الرعاية الصحية من قبل اشخاص محددين“. تختلف PHM عن تدبير المرض باحتوائها على حالات وامراض أكثر ازمان، عن طريق استخدام «نقطة واحدة من الاتصال والتنظيم،» وأيضا من خلال «نموذج التنبؤ عبر حالات سريرية متعددة».PHM. تعتبر اوسع من تدبير المرض وأيضا تتضمن «تدبير العناية المشددة للاشخاص عند مستوى الخطورة الأعلى» و«تدبير الصحة الشخصية...للاشخاص عند المستوى الادنى لعامل الخطورة الصحي التنبؤي.». العديد من المقالات المتعلقة بتدبير صحة السكان تنشر في تدبير صحة السكان، وهي المجلة الرئيسية ل DMAA اتحاد العناية المستمرة.

## قراءات أخرى
- Lopez AD, Mathers CD, Ezzati M, Jamison DT, Murray CJ (27 مايو 2006). "Global and regional burden of disease and risk factors, 2001: systematic analysis of population health data" (PDF). Lancet. ج. 367 ع. 9524: 1747–1757. DOI:10.1016/S0140-6736(06)68770-9. PMID:16731270. مؤرشف من الأصل (PDF) في 2010-12-20.{{استشهاد بدورية محكمة}}:  صيانة الاستشهاد: أسماء متعددة: قائمة المؤلفين (link)

## مواقع أخرى
- Population Health MS and PhD Graduate Programs MS and PhD Graduate Programs in Population Health at the University of Wisconsin–Madison
- Population Health Institute Population Health Institute at the University of Wisconsin–Madison
- Canadian Institute for Health Information
- Institute of Population Health Institute of Population Health at the University of Ottawa, Canada
- Examples of population based health management metrics Population Based Health intervention analysis, business case evaluations, epidemiology
- Population and Health Graduate Program Population and Health Graduate Program in the Dept of Population and Family Health Sciences at the Johns Hopkins Bloomberg School of Public Health
- منتدى صحة السكان website
- A Population-Based Risk Management Framework for Cancer Control
- Public Health Agency of Canada's take on population health
- Canadian Policy Research Secretariate report on population health نسخة محفوظة 11 فبراير 2006 على موقع واي باك مشين.
- Ph.D. in Population Health Program Ph.D. in Population Health Program at the University of Ottawa, Canada
- MS Programs & PhD in Population Health Sciences At Thomas Jefferson University School of Population Health, Philadelphia, PA